# Serhou Guirassy
Serhou Guirassy (Arles, 12 maart 1996) is een Frans-Guinees voetballer die doorgaans als aanvaller speelt. Hij verruilde VfB Stuttgart in 2024 voor Borussia Dortmund. Guirassy debuteerde in 2022 in het Guinees voetbalelftal.

## Clubcarrière

### Eerste jaren
Guirassy stroomde in 2013 door vanuit de jeugd van Stade Laval. Hiervoor debuteerde op 18 oktober 2013 in het eerste elftal, tijdens een wedstrijd in de Ligue 2 tegen Le Havre AC. Hij maakte op 6 december 2014 zijn eerste doelpunt voor Stade Laval, in een wedstrijd in het toernooi om de Coupe de France tegen Voltigeurs de Châteaubriant. Zes dagen later maakte hij zijn eerste competitietreffer, tegen Le Havre AC.
Guirassy tekende in 2015 voor vier seizoenen bij Lille OSC. Hij speelde hiervoor op 7 augustus 2015 zijn eerste wedstrijd in de Ligue 1, tegen Paris Saint-Germain. Hij overtuigde zijn coach Frédéric Antonetti niet in zijn eerste halfjaar. Lille verhuurde hem daarom gedurende de tweede helft van het seizoen 2015/16 aan AJ Auxerre, op dat moment actief in de Ligue 2.

### Blessures
Guirassy tekende in juli 2016 een contract tot medio 2021 bij 1. FC Köln, de nummer negen van de Bundesliga in het voorgaande seizoen. Het betaalde circa 6 miljoen euro voor hem aan Lille OSC, dat ook een doorverkooppercentage van 10% bedong. Zijn tijd hier stond twee jaar lang bol van blessures. Daardoor was hij in 2016/17 ruim zeven maanden niet inzetbaar en in 2017/18 ruim 4,5 maand. Wanneer hij wel speelde, was dat voornamelijk als invaller. Dat bleef ook in zijn derde en laatste halfjaar in Keulen zo. 
FC Köln verhuurde Guirassy in de tweede helft van het seizoen 2018/19 aan Amiens SC. In het huurcontract was opgenomen dat de Franse ploeg de aanvaller na afloop van het seizoen voor zes miljoen euro mocht overnemen mits het zich zou handhaven in de Ligue 1. Op de laatste speeldag won Amiens, mede dankzij een treffer van Guirassy, met 2–1 van EA Guingamp en behoedde zich zodoende voor degradatie. Hierdoor kon Amiens hem definitief overnemen van FC Köln. Hij speelde een seizoen in vaste dienst bij Amiens en ditmaal degradeerde de club wel.

### Stade Rennais
Guirassy speelde in het seizoen 2020/21 één duel op het tweede niveau, waarin hij tevens wist te scoren, waarna Stade Rennais interesse toonde en hem voor 15 miljoen euro kocht. Rennes was in het voorgaande seizoen derde geworden in de Ligue 1. Als gevolg hiervan mocht Guirassy in 2020/21 voor het eerst aantreden in de Champions League. Daarin trof hij doel tegen FK Krasnodar en Chelsea. Hij bleef dat seizoen een vaste waarde in de voorhoede van Rennes en scoorde die competitie tien keer. Dat was de eerste keer in zijn carrière dat hij dubbele cijfers haalde. Door de komst van Gaëtan Laborde en Kamaldeen Sulemana werd Guirassy in 2021/22 vrijwel heel het seizoen invaller. Hij scoorde als zodanig negen keer die competitie. Hij maakte op 20 maart 2022 voor het eerst een hattrick op het hoogste niveau, tijdens een 6–1 overwinning op FC Metz.

### VfB Stuttgart
Guirassy verruilde Rennes in september 2022 op huurbasis voor VfB Stuttgart. Hier werd hij weer basisspeler. Hij scoorde dat seizoen elf keer in de Bundesliga en een keer in de play-offs om handhaving, tegen Hamburger SV. Zijn ploeggenoten en hij wonnen beide wedstrijden en bleven zo actief op het hoogste niveau. Stuttgart lijfde Guirassy in mei 2023 definitief in. Hij had in 2023/24 zeven speelronden nodig om zijn totale aantal doelpunten van een jaar eerder te overtreffen. Met onder meer hattricks tegen VfL Bochum en VfL Wolfsburg maakte hij daarin dertien doelpunten. Daarmee verbrak hij het record van Robert Lewandowski. Die scoorde in zowel 2019 als 2020 elf keer in de eerste zeven speelronden  van het seizoen. Guirassy slechtte op 2 maart 2024 voor het eerst in zijn carrière de grens van twintig doelpunten in één seizoen. Hij scoorde toen twee keer in een met 2–3 gewonnen wedstrijd uit bij VfL Wolfsburg. Hij bereikte de twintig in zijn achttiende speelronde dat seizoen.

### Borussia Dortmund
Guirassy verdiende door zijn goede prestaties een transfer naar Borussia Dortmund, dat hem in juli 2024 voor 18 miljoen euro overnam.

## Clubstatistieken
| Seizoen | Club              | Land               | Competitie   | Competitie | Competitie | Competitie | Beker | Beker | Beker | Internationaal | Internationaal | Internationaal | Totaal | Totaal | Totaal |
| Seizoen | Club              | Land               | Competitie   | Wed.       | Dlp.       | Ass.       | Wed.  | Dlp.  | Ass.  | Wed.           | Dlp.           | Ass.           | Wed.   | Dlp.   | Ass.   |
| ------- | ----------------- | ------------------ | ------------ | ---------- | ---------- | ---------- | ----- | ----- | ----- | -------------- | -------------- | -------------- | ------ | ------ | ------ |
| 2013/14 | Stade Laval B     | Vlag van Frankrijk | National 3   | 10         | 6          | 0          | —     | —     | —     | —              | —              | —              | 10     | 6      | 0      |
| 2013/14 | Stade Laval       | Vlag van Frankrijk | Ligue 2      | 4          | 0          | 0          | 0     | 0     | 0     | —              | —              | —              | 4      | 0      | 0      |
| 2014/15 | Stade Laval       | Vlag van Frankrijk | Ligue 2      | 29         | 6          | 0          | 5     | 1     | 0     | —              | —              | —              | 34     | 7      | 0      |
| 2015/16 | LOSC Lille        | Vlag van Frankrijk | Ligue 1      | 8          | 0          | 0          | 1     | 1     | 0     | —              | —              | —              | 9      | 1      | 0      |
| 2015/16 | → AJ Auxerre      | Vlag van Frankrijk | Ligue 2      | 16         | 8          | 2          | 0     | 0     | 0     | —              | —              | —              | 16     | 8      | 2      |
| 2016/17 | 1.FC Köln         | Vlag van Duitsland | Bundesliga   | 6          | 0          | 0          | 0     | 0     | 0     | —              | —              | —              | 6      | 0      | 0      |
| 2017/18 | 1.FC Köln         | Vlag van Duitsland | Bundesliga   | 15         | 4          | 0          | 2     | 1     | 1     | 5              | 2              | 0              | 22     | 7      | 1      |
| 2018/19 | 1.FC Köln         | Vlag van Duitsland | 2.Bundesliga | 16         | 2          | 1          | 1     | 0     | 0     | —              | —              | —              | 17     | 2      | 1      |
| 2018/19 | → Amiens SC       | Vlag van Frankrijk | Ligue 1      | 13         | 3          | 1          | 0     | 0     | 0     | —              | —              | —              | 13     | 3      | 1      |
| 2019/20 | Amiens SC         | Vlag van Frankrijk | Ligue 1      | 23         | 9          | 1          | 1     | 0     | 0     | —              | —              | —              | 24     | 9      | 1      |
| 2020/21 | Amiens SC         | Vlag van Frankrijk | Ligue 2      | 1          | 1          | 0          | 0     | 0     | 0     | —              | —              | —              | 1      | 1      | 0      |
| 2020/21 | Stade Rennes      | Vlag van Frankrijk | Ligue 1      | 27         | 10         | 1          | 1     | 1     | 0     | 4              | 2              | 0              | 32     | 13     | 1      |
| 2021/22 | Stade Rennes      | Vlag van Frankrijk | Ligue 1      | 37         | 9          | 0          | 2     | 0     | 0     | 9              | 3              | 3              | 48     | 12     | 3      |
| 2022/23 | Stade Rennes      | Vlag van Frankrijk | Ligue 1      | 1          | 0          | 0          | 0     | 0     | 0     | —              | —              | —              | 1      | 0      | 0      |
| 2022/23 | → VfB Stuttgart   | Vlag van Duitsland | Bundesliga   | 24         | 12         | 1          | 4     | 2     | 1     | —              | —              | —              | 28     | 14     | 2      |
| 2023/24 | VfB Stuttgart     | Vlag van Duitsland | Bundesliga   | 28         | 28         | 2          | 2     | 2     | 1     | —              | —              | —              | 30     | 30     | 3      |
| 2024/25 | Borussia Dortmund | Vlag van Duitsland | Bundesliga   | 25         | 15         | 4          | 1     | 0     | 0     | 14             | 13             | 5              | 40     | 28     | 9      |
| TOTAAL  | TOTAAL            | TOTAAL             | TOTAAL       | 283        | 113        | 13         | 20    | 8     | 3     | 32             | 20             | 8              | 335    | 141    | 24     |

## Interlandcarrière
Guirassy speelde voor Frankrijk –16, Frankrijk –19 en Frankrijk –20. Hij nam in 2015 met Frankrijk –19 deel aan het het EK –19. Omdat zijn ouders werden geboren in Guinee kon hij ook voor dat land uitkomen. Guirassy debuteerde zodoende op 25 maart 2022 in het Guinees elftal tijdens een oefeninterland tegen Zuid-Afrika (0–0). Hij maakte op 14 juni 2023 zijn eerste doelpunt voor het nationale elftal, tijdens een kwalificatiewedstrijd voor het Afrikaans kampioenschap tegen Egypte (2–1 verlies).